# Liuda Triabaitė
Liuda Triabaitė (25 de setembre de 1970) va ser una ciclista lituana. El seu èxit més important fou la medalla de plata al Campionat del Món de Contrarellotge per equips de 1994.

## Palmarès
- 1994
  - Vencedora d'una etapa al Tour ciclista femení